# 新科扎恰
50°18′7″N 36°10′18″E / 50.30194°N 36.17167°E
新科扎恰（烏克蘭語：Нова Козача）是位於烏克蘭東部的村莊，由哈爾科夫州哈爾科夫區的德爾哈奇市鎮負責管轄。該村始建於1925年，面積0.1平方公里，海拔高度139米，2001年人口421，人口密度每平方公里4,127.5人。